# اورمه‌کیه‌وو
اورمه‌کیه‌وو (انگلیسی: Urmekeyevo) یک شهرک در شهرستان تویمازینسکی استان باشقیرستان کشور روسیه است.